# Йерида
Йерида́ (ивр. ירידה‎ — «спуск») — процесс эмиграции евреев из Израиля, а до 1948 года — из Эрец-Исраэль. Противоположный процесс называется Алия.
Йерида, как и алия, сопровождает всю историю еврейского народа. В основном направляется в США и Канаду.
Среди причин эмиграции часто называют экономические трудности, желание жить в более богатом государстве (например, США, Австралия, Новая Зеландия, Канада), разочарование в деятельности правительства, проблемы безопасности. Имеет место также йерида репатриантов из бывшего СССР-СНГ в страны СНГ. Осуждается иудаизмом, сионизмом, и как следствие — общественным мнением современного Израиля.
В 1980-е годы из Израиля ежегодно эмигрировало около 30 тыс. человек, всего с момента создания государства до 1996 года эмигрировало около 400 тыс. израильтян. Из 939 000 репатриантов из СНГ, прибывших в Израиль в 1989—2002 годах, 72 000 эмигрировали. Из них 9100 переехали в Россию, 5250 — на Украину, остальные предположительно переселились в США, Канаду Австралию и Европу. По утверждению журналиста газеты Комсомольская правда, в России в 2007 году проживало около 50 000 граждан Израиля, а по оценке демографа М. Тольца в России проживает около 13-14 тысяч израильтян..